# Форкс Тауншип (округ Салліван, Пенсільванія)
Форкс Тауншип (англ. Forks Township) — селище (англ. township) в США, в окрузі Саллікан штату Пенсільванія. Населення — 374 особи (2020).

## Демографія
Згідно з переписом 2010 року, у селищі мешкало 377 осіб у 166 домогосподарствах у складі 120 родин. Було 437 помешкань
Расовий склад населення:
| - 97,6 % — білих - 0,3 % — азіатів |

До двох чи більше рас належало 1,3 %. Частка іспаномовних становила 2,1 % від усіх жителів.
За віковим діапазоном населення розподілялося таким чином: 14,6 % — особи молодші 18 років, 62,3 % — особи у віці 18—64 років, 23,1 % — особи у віці 65 років та старші. Медіана віку мешканця становила 53,1 року. На 100 осіб жіночої статі у селищі припадало 109,4 чоловіків;  на 100 жінок у віці від 18 років та старших — 111,8 чоловіків також старших 18 років.
Середній дохід на одне домашнє господарство  становив 74 569 доларів США (медіана — 60 313), а середній дохід на одну сім'ю — 80 696 доларів (медіана — 70 156). Медіана доходів становила 47 917 доларів для чоловіків та 45 000 доларів для жінок. За межею бідності перебувало 8,0 % осіб, у тому числі 9,6 % дітей у віці до 18 років та 3,1 % осіб у віці 65 років та старших.
Цивільне працевлаштоване населення становило 201 особа. Основні галузі зайнятості: освіта, охорона здоров'я та соціальна допомога — 24,9 %, сільське господарство, лісництво, риболовля — 16,4 %, виробництво — 14,9 %.